# 罗斯季斯拉夫·别利亚科夫
罗斯季斯拉夫·阿波洛索维奇·别利亚科夫（俄語：Ростислав Аполлосович Беляков，1919年—2014年），前苏联及俄罗斯飞机设计师。社会主义劳动英雄。

## 生平
1919年3月4日生于穆罗姆。1941年11月毕业于莫斯科航空学院。同年6月苏德战争爆发，不久后被调入成立不到2年的米高扬-古列维奇设计局工作。
在设计局，他首先负责改进新设计的米格-3战斗机。随后又被调去开发战斗机的着陆和控制系统。1944年加入联共（布）。很快，他的才能被米高扬看中，1957年被破格提升为副总设计师，1962年调整为第一副总设计师。1970年12月米高扬去世后，于1971年3月被任命为总设计师，直到1997年9月因为健康原因卸任。后担任顾问，1999年4月被授予“名誉总设计师”称号。他还是俄罗斯航空航天学会荣誉主席、莫斯科航空学院和北京大学荣誉教授、英国皇家航空学会荣誉会士；他的名字被写入美国空军国家博物馆名人堂。
1974年当选苏联科学院通讯院士，1981年当选为苏联科学院能源机械与控制过程学部院士。1971年和1982年两次获得社会主义劳动英雄称号。1974年至1989年，是第九至十一届最高苏维埃民族院代表。1976年，苏共二十五大代表。
2014年2月28日去世。葬于新圣女公墓。

## 贡献
别利亚科夫一生亲自或者参与设计了包括米格-21、米格-23、米格-25、米格-27、米格-29、米格-31、米格-AT、米格-1.44等多种战斗机、教练机。
他还领导研制了一系列米格飞机自动化控制系统、军用飞机及武器装备系统。